# Pora (partia)
Polityczna Partia „Pora” (ukr. Політична партія „ПОРА”, Pora) – ukraińska partia polityczna, utworzona 23 marca 2005 przez aktywistów młodzieżowej organizacji o takiej samej nazwie.

## Historia
Założycielami partii byli Władysław Kaśkiw (który objął stanowisko prezesa), Andrij Jusowyj i Jewhen Zołotarow. Twórcy nowej formacji brali aktywny udział w pomarańczowej rewolucji na Ukrainie w 2004 w okresie wyborów prezydenckich. Partia przeprowadziła kilka inicjatyw, m.in. zaproponowała projekt wspierania małych firm, kampanię zbierania podpisów przeciw zdobywaniu immunitetu przez radnych rad miejskich i inne.
W wyborach parlamentarnych w 2006 partia wystartowała w bloku „PRP-Pora”. Listę otwierali były bokser Witalij Kłyczko, minister finansów Wiktor Pynzenyk z PRP oraz lider Pory, Władysław Kaśkiw. Blok nie przekroczył wynoszącego 3% progu wyborczego i nie wszedł do parlamentu V kadencji.
5 lipca 2007 ugrupowanie przystąpiło do bloku Nasza Ukraina-Ludowa Samoobrona celem wspólnego startu w przedterminowych wyborach do Rady Najwyższej. 20 sierpnia tego samego roku odbył się jednak zjazd Pory zainicjowany przez przeciwników przewodniczącego partii, który zadecydował o wyjściu z koalicji, samodzielnym starcie w wyborach i wykreśleniu swoich przedstawicieli z listy bloku. Legalność zwołania kongresu i podjętych uchwał wzbudziła ogólne wątpliwości, jednak komisja wyborcza zarejestrowała listę kandydatów Pory, wykluczając z niej Władysława Kaśkiwa, którego konkurenci wpisali bez jego zgody na 31. miejsce listy (takie same, jakie otrzymał na liście NU-NS). Ostatecznie po protestach lista Pory została unieważniona, a decyzja o wyjściu z bloku uznana za nieważną.
W Radzie Najwyższej VI kadencji Pora reprezentowana była przez swojego lidera.